# Vannes-le-Châtel
Vannes-le-Châtel – miejscowość i gmina we Francji, w regionie Grand Est, w departamencie Meurthe i Mozela.
Według danych na rok 1990 gminę zamieszkiwało 519 osób, a gęstość zaludnienia wynosiła 30 osób/km² (wśród 2335 gmin Lotaryngii Vannes-le-Châtel plasuje się na 578. miejscu pod względem liczby ludności, natomiast pod względem powierzchni na miejscu 255.).